# Plagiantha tenella
Plagiantha es un género monotípico de plantas herbáceas perteneciente a la familia de las poáceas. Su única especie: Plagiantha tenella Renvoize, es originaria de Brasil. 